# 187 (muzička grupa)
187 ili One Eight Seven je bivša rep grupa čiji su članovi bili: Bane Kovačević, Marko Janković i Peđa Radosavljević. 

## Povest
Članovi grupe su se upoznali u Srednjoj grafičkoj školi na Novom Beogradu. Sva trojica su se zanimala za rep muziku, koja u to vreme nije mogla da prođe u javnosti.

### Ime
Prvu grupu, koja nije ni imala ime, osnovali su Janković i Radosavljević. Kovačević je takođe imao svoju grupu, koja se ubrzo raspala. Zatim, 1994. godine, njih trojica su se udružili i oformili prvi domaći numerološki bend. Pošto su na njih najviše uticali reperi zapadne obale, među kojima je bio Dr Dre, grupa je sebi osmislila naziv 187. Po kalifornijskom zakonu, Odeljak 187 definiše krivično delo ubistva. Pošto su ubistva i nasilje bila okosnica i novotarija koji su uveli reperi zapadne obale, ono što će se posle nazvati gangsta repom, taj termin je često spominjan u njihovim pesmama. Ime su dobili uz pomoć prijatelja dok su jednog popodneva slušali Dr Dre i njegov debitantski solo singl nazvan Deep Cover, a drugo ime za tu pesmu je bilo upravo 187. 

### Uticaj Grua
Posebno mesto u čitavoj priči ima i Gru, sa kojim se Janković družio i otpevao mu prateće vokale na koncertu u tada popularnom beogradskom klubu Prostor. Srpski reper Đus je ovu grupu nazvao „Gruova grupa” zbog velikog uticaja koji je ovaj reper imao na njih.
U intervjuu istakli su da duguju veliku zahvalnost Gruu, koji im je na samom početku dosta pomogao. Sa njim su uradili i svoju prvu pesmu Tamna strana, sa kojom su bili gosti na njegovom koncertu u maju 1995. godine. Godinu dana kasnije Komuna je izdala kompilaciju Crni je zvuk za svaki struk, na kojoj se našla i pesma Da li osecaš želju. U septembru su objavili svoj prvi album Tamna strana za PGP RTS. Gostovali su na beogradskom koncertu grupe „C-block”. Takođe su snimili i prvi spot na bazenu za pesmu Kako me želiš, urađen u maniru crnačkih spotova, koji se veoma dopao javnosti.

## Diskografija

### Albumi
- Tamna strana (1995)
- Crni grad (1998)
- One Eight Seven (2002)
- Turbulencija (2003)

### Najpoznatije pesme
1. Tamna strana
2. Kako me želiš
3. Crni grad
4. Princeza sa asfalta
5. Bludni sin
6. Nikad nećeš znati
7. Pumpaj
8. Slikaj (je)
9. Kažeš mi da ideš
10. Ti sve već znaš ft. D'n'D
11. Jedna od onih
12. Sex
13. Turbulencija
14. Lavovi
15. U Jednom Dahu

#### Spotovi
- Mačke
- Kako me želiš
- Bludni sin
- Nikad nećeš znati
- Slikaj (je)
- Sex
- Pored nje
- Lavovi
- Princeza sa asfalta